# Bonecos Waldorf
O boneco ou a boneca Waldorf é uma boneca de pano artesanal usada em escolas que têm a  Pedagogia Waldorf como fundamento. 
Essa boneca foi pensada para ser brinquedo e não objeto de decoração e assemelha-se a uma criança em suas dimensões. Pode ou não apresentar expressões faciais e quando possui são sempre simples.
É construída necessariamente com materiais naturais e tem como finalidade incentivar o livre brincar.
De acordo com a Pedagogia Waldorf, o boneco tem uma importância e intimidade no brincar infantil incomparável a dos outros brinquedos.
Independentemente de idade ou sexo, o boneco acompanha a criança em todos os seus caminhos, na cama, no brincar, no consolo de suas tristezas e nas suas alegrias. A criança não estabelece este relacionamento com uma bola ou um carrinho.
Em razão disso, a confecção do boneco se dá com materiais naturais, de forma a possibilitar que a criança pegue e abrace o boneco.

## A boneca pedagógica
O brincar de bonecas possibilita que a criança se exercite na resolução de problemas, que desenvolva a linguagem e fortaleça suas relações pessoais.  O boneco ou a boneca tem espaço preponderante neste brincar, principalmente no que se refere ao campo da afetividade.
É fácil observar como os bebês, com poucos meses de idade, de ambos os sexos, gostam de brincar com bonecas. Como já mencionamos, e agora vamos aprofundar, Winnicott definiu este momento como o início de um tipo afetuoso de relação com o objeto e a ele deu o nome científico de “objeto transicional”, isto é, um boneco ou um pedaço de pano, enfim um objeto sobre o qual o bebê assume direitos sobre ele, sendo sempre o mesmo não deve ser mudado a não ser por desejo da criança, deve ser resistente aos tratos de amor, ódio, ou agressividade se for o caso. Deve transmitir calor, movimento, textura mostrando vitalidade ou realidade próprias. Assim, Winnicott desenvolveu importante tese valorizando esta experiência, além das brincadeiras compartilhadas, como determinante para uma formação saudável do ser humano, “então a vida cultural e fruição de herança cultural estarão a seu alcance” (WINNICOTT,1975, p.98).
Mas qualquer boneco poderia ser este objeto transicional? Aparentemente sim, até mesmo um pedaço de pano, como afirma Winnicott. No entanto, para o trabalho psicopedagógico, onde as forças criativas da criança devem ser consideradas, seria interessante que o boneco seguisse algumas características. 
Por exemplo, se no consultório, déssemos uma boneca perfeita para a criança, aquela que pisca os olhos, tem um rosto bem definido, chora, anda, faz tudo "de verdade", é como se puséssemos então a fantasia da criança numa camisa de força, podendo atrofiar-se. Assim como o corpo da criança se atrofia quando não se movimenta o suficiente, sua imaginação também precisa de movimento. 
No entanto, é certo que uma criança mais velha do que o bebê referido por Winnicott quer uma boneca um pouco mais requintada. Podemos então oferecer uma boneca de pano para ela, com braços pernas, roupas, cabelos, um rosto pintado ou bordado, talvez dois pontinhos indicando os olhos, outro a boca, de qualquer forma, sem expressão definida, para que a criança possa projetar nela todas as suas emoções com maior naturalidade.
Afinal, a boneca é a imagem do ser humano. A criança a imita e se identifica com ela. E é isso que sempre temos de ter em mente quando escolhemos o boneco terapêutico. Este boneco deverá ter a forma esférica de sua cabeça, representando o "duro", o que protege, o osso externo determinado pela forma. Esta forma redonda, esférica e dura da cabeça deve estar colocada em repouso e absolutamente ereta sobre o corpo. No corpo do boneco, o que está dentro deve pedir para ser protegido, deverá proporcionar calor, aconchego, envolvimento. Seu rosto deverá ser neutro, para que ofereça a possibilidade, como já dissemos, de acompanhar a criança  em suas emoções.
A boneca também deve ser um espelho para a criança, onde ela possa refletir sua anatomia e características étnicas.  No consultório devemos ter  bonecas de todas as etnias. Se a criança for negra, a boneca também o será, se loira seus cabelos devem ser loiros, assim sucessivamente. No entanto, a escolha da etnia cabe a criança. Para isso, no consultório, ela deve encontrar todos os tipos e cores de bonecos para escolheras. Sendo que esta escolha já pode começar a sinalizar para nós algo sobre a criança.

## A Boneca inspirada na Pedagogia Waldorf
Para a Pedagogia Waldorf a boneca  tem uma importância e intimidade no brincar infantil que não ocorre com os outros brinquedos. Independentemente da idade ou do gênero, a boneca é para a criança um companheiro, um amigo muito próximo de seu coração. Acompanha a criança em todos os seus caminhos, na cama, no brincar, no consolo de suas tristezas e nas suas alegrias. Podemos chamar de “pedagógica” a boneca construída observando alguns parâmetros: material natural, proporções e forma correspondentes às humanas saudáveis, fisionomia sem caricaturas ou expressões fixas, confecção manual. Além disso, seu manuseio deve possibilitar o livre brincar, a fantasia e a expressão da criança. Toda criança deve ter "a sua boneca" ou boneco principal. Essa boneca deve ser um espelho da criança, onde se reflete sua anatomia e suas características étnicas. Se a criança for morena ou loira, a boneca também o será, quando negra ou parda, a boneca deve ser da mesma cor. Além disso, toda criança deve brincar com "bonecas amigas" de várias etnias. É de grande importância para a criança aprender a amar e a conviver com todas as matizes da diversidade humana e, para isso, os bonecas são excelentes professores.

## A boneca tem múltiplas etnias
O papel da boneca junto às múltiplas etnias é de grande importância para a afirmação da diversidade humana e valorização da auto-estima e do reconhecimento das diversas identidades das crianças, tanto na família e na sociedade quanto na escola. A criança deve ter "a sua boneca" como seu espelho, onde se reflete sua anatomia e suas características étnicas. Ela também deve ter bonecas de etnias diferentes da sua para aprender a amar e a conviver com as diferenças. Através da identificação étnica com a boneca, a criança pode fortalecer sua identidade, aprender a valorizar a si e aos seus semelhantes e reconhecer, para toda a vida, suas raízes, livre de preconceitos ou estereótipos. Para os educadores, a boneca de múltiplas etnias também é um importante instrumento de vivência em sala de aula. As várias etnias reunidas no brincar pedagógico em sala de aula pode ajudar a promover a interação social, a tolerância e o respeito pelas diferenças. Crianças que, no brincar livre, têm a oportunidade de aprender a conviver com a diversidade social tornam-se adultos mais preparados para a vida em sociedade.

## Bonecos waldorf meninos
O brincar com bonecas tem uma importância especial para os meninos. Todo menino deve ter "o seu boneco" que o acompanhe em todos os seus momentos, no brincar, no consolo de suas tristezas e nas suas alegrias. O menino não estabelece esse relacionamento com uma bola ou um carrinho. Além disso, quando o pai presenteia o filho com um boneco, colabora para a quebra de estereótipos que podem atrapalhar a criança em suas relações sociais e familiares quando adulto. Ao brincar com seu de boneco, o menino amplia sua possibilidade de se tornar um ser humano mais completo e amoroso.